# Vasari (sjö)
Vasari eller Vasarajärvi är en sjö i Finland. Den ligger i kommunen Ruokolax i landskapet Södra Karelen, i den södra delen av landet, 250 km nordost om huvudstaden Helsingfors. Vasari ligger 93,2 meter över havet. I omgivningarna runt Vasari växer i huvudsak blandskog. Arean är 1,39 kvadratkilometer och strandlinjen är 16,26 kilometer lång. Sjön  ingår i Vuoksens huvudavrinningsområde. 